# Okręg wyborczy Malton
Okręg wyborczy Malton powstał w 1295 i wysyłał do angielskiej, a następnie brytyjskiej, Izby Gmin dwóch deputowanych. Okręg ten był reprezentowany w parlamencie 1298 r., ale na stałe był reprezentowany od 1640 r. W 1868 r. liczbę mandatów przypadających na okręg zmniejszono do jednego. Okręg położony był w hrabstwie North Riding of Yorkshire. Został zlikwidowany w 1885 r.

## Deputowani do brytyjskiej Izby Gmin z okręgu Malton

### Deputowani w latach 1295–1660
- 1640–1644: Thomas Hebblethwaite
- 1640–1648: Henry Cholmley
- 1645–1653: Richard Darley
- 1659: Philip Howard
- 1659: George Marwood
- 1659: Richard Darley

### Deputowani w latach 1660–1868
- 1660–1668: Thomas Hebblethwaite
- 1660–1661: Philip Howard
- 1661–1661: Thomas Danby
- 1661–1673: Thomas Gower
- 1668–1685: William Palmes
- 1673–1679: James Hebblethwaite
- 1679–1685: Watkinson Payler
- 1685–1689: Thomas Fairfax
- 1685–1689: Thomas Worsley
- 1689–1713: William Palmes, wigowie
- 1689–1698: William Strickland, wigowie
- 1698–1701: Thomas Worsley
- 1701–1708: William Strickland, wigowie
- 1708–1715: William Strickland
- 1713–1722: Thomas Watson-Wentworth
- 1715–1727: Thomas Watson-Wentworth
- 1722–1724: William Strickland, wigowie
- 1724–1761: Henry Finch
- 1727–1731: Wardell Westby
- 1731–1741: William Wentworth
- 1741–1741: lord James Cavendish
- 1741–1768: John Mostyn
- 1761–1775: Savile Finch
- 1768–1774: John Dawnay, 4. wicehrabia Downe
- 1774–1775: Edmund Burke, wigowie
- 1775–1784: William Weddell, wigowie
- 1775–1794: Edmund Burke, wigowie
- 1784–1784: Thomas Gascoigne, wigowie
- 1784–1792: William Weddell, wigowie
- 1792–1798: George Damer, wigowie
- 1794–1795: Richard Burke Młodszy, wigowie
- 1795–1798: William Baldwin, wigowie
- 1798–1807: Bryan Cooke, wigowie
- 1798–1805: Charles Lawrence Dundas, wigowie
- 1805–1806: Henry Grattan, wigowie
- 1806–1807: Charles Wentworth-FitzWilliam, wicehrabia Milton, wigowie
- 1807–1808: Charles Allanson-Winn, 2. baron Headley, torysi
- 1807–1812: Robert Lawrence Dundas, wigowie
- 1808–1812: Bryan Cooke, wigowie
- 1812–1831: John Charles Ramsden, wigowie
- 1812–1826: John Ponsonby, wicehrabia Duncannon, wigowie
- 1826–1830: Constantine Phipps, wicehrabia Normanby, torysi
- 1830–1831: James Scarlett, wigowie
- 1831–1831: Francis Jeffrey, wigowie
- 1831–1832: Henry Gally Knight
- 1831–1831: William Cavendish
- 1831–1836: Charles Pepys, wigowie
- 1832–1833: William Fitzwilliam, wicehrabia Milton, wigowie
- 1833–1837: John Charles Ramsden, wigowie
- 1836–1846: John Childers, wigowie
- 1837–1841: William Wentworth-FitzWilliam, wicehrabia Milton, wigowie
- 1841–1857: Evelyn Denison, wigowie
- 1846–1847: William Wentworth-FitzWilliam, wicehrabia Milton, wigowie
- 1847–1852: John Childers, wigowie
- 1852–1868: Charles Wentworth-FitzWilliam, Partia Liberalna
- 1857–1868: James Brown, Partia Liberalna

### Deputowani w latach 1868–1885
- 1868–1885: Charles Wentworth-FitzWilliam, Partia Liberalna